# Chiesa di Santa Maria in Garda
La chiesa di Santa Maria in Garda è la parrocchiale di Villa Fontana, frazione del comune di Medicina, in città metropolitana ed arcidiocesi di Bologna; fa parte del vicariato di Budrio-Castel San Pietro Terme. La parrocchia è dedicata alla Natività di Maria.

## Storia
La chiesa fu fondata come pieve nell'Alto Medioevo. Secondo i documenti d'archivio della chiesa dei Santi Giovanni Battista e Donnino, risale alla fine del VII secolo. 
Nel 1159 era giurispatronato dei monaci camaldolesi di San Michele di Castel de' Britti; nel 1168 faceva già parte del pievato di Medicina. Della parrocchia facevano parte anche gli insediamenti di Sant'Antonio della bassa Quaderna e Fiorentina. La chiesa prese il nome da un piccolo rivo che ancora scorre dietro ad essa. 
Fino al XVI secolo, come testimonia un disegno di Ignazio Danti, la chiesa aveva una facciata a capanna priva di finestre, una porta ad arco, uno spiovente del tetto che ricopriva sia la chiesa che la canonica e il campanile a est. La visita pastorale del 1571 descrive l'interno come una navata unica, con due altari per lato e la copertura a capriate. 
Tra il 1650 e il 1681 fu ricostruito il campanile a nord a spese della partecipanza. Carlo Gabrieli fece ristrutturare la cappella maggiore. Nel 1667 fu realizzata la casa del cappellano vicino al campanile, nel 1670 vennero aggiunte le navatelle laterali, fu alzato il tetto e lo si coprì con volte a botte. Infine, nel 1671 fu ricostruita la canonica. Nella prima metà del XVIII secolo il campanile venne restaurato da Carlo Francesco Dotti, del quale sono conservati i disegni esecutivi presso la sede della Partecipanza.
Nel 1844 l'arciprete don Paolo Farina diede alla facciata uno stile neoclassico, come l'oratorio di Santa Maria del Fiore che le sta di fronte. 
Nel 1938 venne ristrutturato di nuovo il campanile. Nel 1947 fu ridisegnata ancora una volta la facciata, per sanare i danni del bombardamento del 28 febbraio del 1945. La facciata, finita 1953 dall'ingegnere comunale Ugo Ughi, venne rivestita con il marmo persichino di Valpollicella non levigato; la finestra a lunetta diventò un rosone. Inoltre sulla facciata vennero aggiunte cinque statue in marmo di Carrara rappresentanti Gesù Redentore, Santa Lucia, San Francesco, San Luigi e Sant'Antonio abate. Il pavimento, in marmo alla veneziana, è datato 1975.
Come dimostrano le diverse fonti, la chiesa ha subito diverse trasformazioni dovute alla sua lunga storia: si sono sovrapposti diversi stili. Oggi presenta tre navate e otto altari. 
La parrocchia è munita di teatrino dove per Pasqua e Natale vengono recitate commedie in dialetto villafontanese. 
Nel cortile esterno, in mezzo a tigli secolari, è presente una antica fontana pubblica del 1832 ormai senz'acqua; il manufatto è comunque una prova che il paese si trova nella fascia delle risorgive.

## Opere d'arte
In questa chiesa sono presenti diversi dipinti e scilture del XVII e XVIII secolo di gusto barocco, sono da segnalare la seicentesca pala d'altare maggiore, che rappresenta la Natività di Maria di recente restauro.
Sulla parete destra è posta l'immagine dei santi Gioacchino e Anna anch'essa recentemente restaurata, ridonandole vivacità cromatica. Sempre nella navata destra sono presenti in una navata la statua moderna del Sacro Cuore di Gesù mentre nell'altra una statua seicentesca della Madonna del Rosario circondata dai quindici "misteri contemplati". Alla fine della navata c'è un dipinto di Santa Lucia (patrona del paese e della Partecipanza) di Ubaldo Gandolfi risalente alla fine dell'700, è anche rappresentato lo stemma della Partecipanza Agraria.
La navata sinistra si apre con il piccolo vano del battistero sopra un dipinto di Sant'Antonio abate, nella prima cappella invece c'è un dipinto sull'Ordinazione di San Giuseppe in sogno, nella seconda un imponente Crocifisso della prima metà dell'600 a opera dello scultore bolognese Alessandro Algardi. Nello spazio sottostante la mensa dello stesso altare del Crocifisso si trova un gruppo in terracotta policroma di un autore bolognese settecentesco rappresentante la deposizione di Gesù dalla croce.
Quattordici formelle in terracotta naturale firmate da Angelo Tavoni allievo di Cleto Tomba, con la collaborazione di Don Giancarlo Zanasi, compongono la via crucis. 
In una delle due cantorie del presbiterio è presente un organo.
Fino agli anni 1990 nell'abside era visibile un affresco con immagini del Redentore; essendosi col tempo molto sbiadito, è stato successivamente coperto. 
Nel museo civico di Medicina è presente il battistero originale della pieve datato VIII secolo.